# PEM (motorfiets)
PEM is een historisch merk van motorfietsen.
Waverley Mfg. Co., Jefferson, Wisconsin (1910-1915).
PEM was een bekend Amerikaans merk, opgericht door Perry E. Mack, dat een 4 pk-model met eencilinder-kopklepmotor bouwde. Daarna werden de machines onder de naam Jefferson gebouwd. Dit gebeurde echter bij Waverly, dat gevestigd was in Jefferson, Wisconsin.